# Collegiata di Santa Maria Assunta (San Ginesio)
La Chiesa collegiata di Santa Maria Assunta, conosciuta anche come Pieve Collegiata, dal XIX secolo rinominata Collegiata della Santissima Annunziata, è una chiesa parrocchiale, nonché principale luogo di culto cattolico di San Ginesio, in provincia di Macerata, sotto il territorio dell'arcidiocesi di Camerino-San Severino Marche; fa parte della vicaria di San Ginesio. La chiesa-collegiata si erge sul punto centrale del centro storico, nella piazza dedicata ad Alberico Gentili.

## Storia

### Le testimonianze sulla fondazione della chiesa[4]
La chiesa collegiata di Santa Maria Assunta venne costruita nel XI secolo su una cappella paleocristiana dedicata a Genesio di Roma, santo patrono del paese, che sorgeva al centro del paese. Le prime informazioni storiche sulla costruzione della chiesa vengono date dal canonico Marinangelo Severini nel XVI secolo e scritte nel libro Historiae Ginesinae. Severini, in merito alla nascita, in un breve excursus storico colloca la colloca tra il 1072 e il 1097, per poi dare un anno preciso all'inizio di un capitolo, indicando il 1098. Questa data è confermata anche in uno scritto redatto per la realizzazione di una lapide commemorativa, che riporta:
Per quanto riguarda l'ampliamento, invece, ci evidenzia che venne realizzato per permettere alla popolazione di accedere più facilmente al suo interno e per soddisfare le esigenze dell'aumento demografico e la nuova struttura venne chiamata Pieve (in latino Ecclesia plebi congrua), come riporta in questo scritto:

Tutto ciò è riportato anche dal canonico Giuseppe Salvi nel XIX secolo, nel suo Memorie storiche di Sanginesio:

### Il basso medioevo: la vita ecclesiastica

#### I primi lasciti economici
Marinangelo Severini nel suo libro ci spiega che la chiesa era inizialmente governata da un pievano di nome Paolo insieme a quattro canonici che spinsero molti cittadini ad elargire legati, ovvero lasciti testamentari, a favore della comunità ecclesiastica della struttura, che avrebbero utilizzato poi per arricchire ed abbellire la chiesa, pratica era molto utilizzata fin dall'inizio del XII secolo. Come evidenzia lo storico Rossano Cicconi, al lato del testo originale di Severini si può provare una glossa, ovvero il numero 1116, numero che potrebbe indicare una data indicativa (congettura) dell'inizio dell'attività dei lasciti o una semplice sottrazione aritmetica. A complicare il tutto, Cicconi sottolinea la difficile scelta letterale intrapresa dal Severini, ovvero non scrivere le notizie del XII secolo in ordine cronologico, ma utilizzando salti temporali e digressioni. Severini indica però una data ufficiale, dicembre 1117, scrivendo di una donazione sotto il regnante Enrico IV, anche se non può essere presa seriamente. Notizie più attendibili sono date dall'abate Telesforo Benigni nel XIX secolo, nello scritto Appendice diplomatica, dove trascrive la prima testimonianza di queste pratiche, ovvero un atto di quietanza del dicembre 1147. Dal testo si capisce che le pratiche economiche venivano effettuate con testimoni e notai avanti alla chiesa nella piazza principale (in latino in castro Sancti Ginesii in trasanna ecclesie plebis prope ulmos, "nel castello di San Ginesio nelle ombre della chiesa plebana vicino agli olmi").

#### Le modifiche alla struttura
L'edificio subì numerose modifiche e restauri, il primo nel 1294 ad opera di Angelo Bussi, che la allungò e inserì tre absidi. Nel XIII e XIV secolo la chiesa, non ancora eretta a collegiata, venne riedificata completamente e nel 1348 si modificò la volumetria originale, con il patrocinio della famiglia Da Varano. Nel 1367 al portico, nel 1433 al battistero e alle porte laterali e nel 1589 dove si modificarono le cappelle costruite nella parte destra della chiesa. L'intervento più importante, però, fu quello riguardante l'abbellimento della parte superiore del frontespizio, commissionato nel 1421 ad Enrico Alemanno. Della precedente chiesa è rimasto il portale, posto vicino a quello attuale. Dopo delle modifiche strutturali avvenute nel XIV secolo, nel XV secolo l'edificio venne distrutto da un incendio, per poi essere restaurato: è di questo periodo il lavoro effettuato da Enrico, come la creazione di vari dipinti.
Nonostante fosse la chiesa principale del paese, originariamente venne eretta al di fuori della linea difensiva cittadina che, negli anni 1000, era molto più piccola rispetto a quella attuale. Solo nel XIII secolo, con l'allargamento della linea difensiva in vista della diatriba tra guelfi e ghibellini, la chiesa entrò all'interno dell'area difesa, poiché nel 1248, con le disposizioni del cardinale Pietro Capocci, il governo cittadino appoggiò il papato. L'approvazione delle modifiche territoriali venne approvata dal Rettore della Marca il 7 settembre 1250.

### Il Settecento e l'Ottocento
Nel XVIII secolo in Comune fu soggetto a numerosi terremoti, conclusi solamente nel 1799. I danni provocati alla chiesa vennero riparati solamente nel secolo dopo, precisamente nel 1832, dove su totalmente intonacata, e nel 1838. Nello stesso secolo una scarica elettrica colpì il campanile causando alcuni danni alla struttura. Il fatto è ricordato da un'iscrizione posta nella sacrestia stessa, decorata dal pittore ginesino Raffaele Clementini.
Nella metà del XIX secolo, dopo che la Vergine dipinta da Domenico Malpiedi nell'Ascensione mosse gli occhi, si decise di costruire una cappella per ospitarla e di rifare la facciata della chiesa. La cappella venne realizzata nel 1873, mentre per la facciata i lavori vennero affidati nel 1853 al fermano Giovanni Battista Carducci, attivo in quel tempo a Tolentino nel restauro della Basilica di San Nicola. L'intervento scelto dall'architetto fu quello di realizzare un frontone in stile neogotico sopra la restante parte quattrocentesca di Enrico Alemanno, unendo così lo stile del XV secolo con quello in voga al momento, e di ristrutturare anche il collegamento col vicino palazzo defensoriale, sede del municipio, oramai dissestato e bisognoso di consolidamento già a partire dal 1848.  Gli interventi proposti, però, non furono mai realizzati.
Con la nascita del Regno d'Italia e la conseguente soppressione degli ordini religiosi, il municipio venne trasferito presso il convento francescano lungo via Capocastello, sottratto all'ordine francescano, e al suo posto venne eretto nel 1877 il teatro comunale Giacomo Leopardi. Questo spostamento sancì la completa divisione strutturale medievale che fungeva da collegamento, di cui oggi si conserva sono alcune pietre, sancendo anche la divisione tra l'ambito religioso e quello politico. La struttura di collegamento era un'antica trasanna plebis, un loggiato utilizzato dai notai, poi trasformato nel 1367 in un portico usato come mercato che copriva tutto il fronte della chiesa e si connetteva al municipio.

### Il Novecento ed il XXI secolo

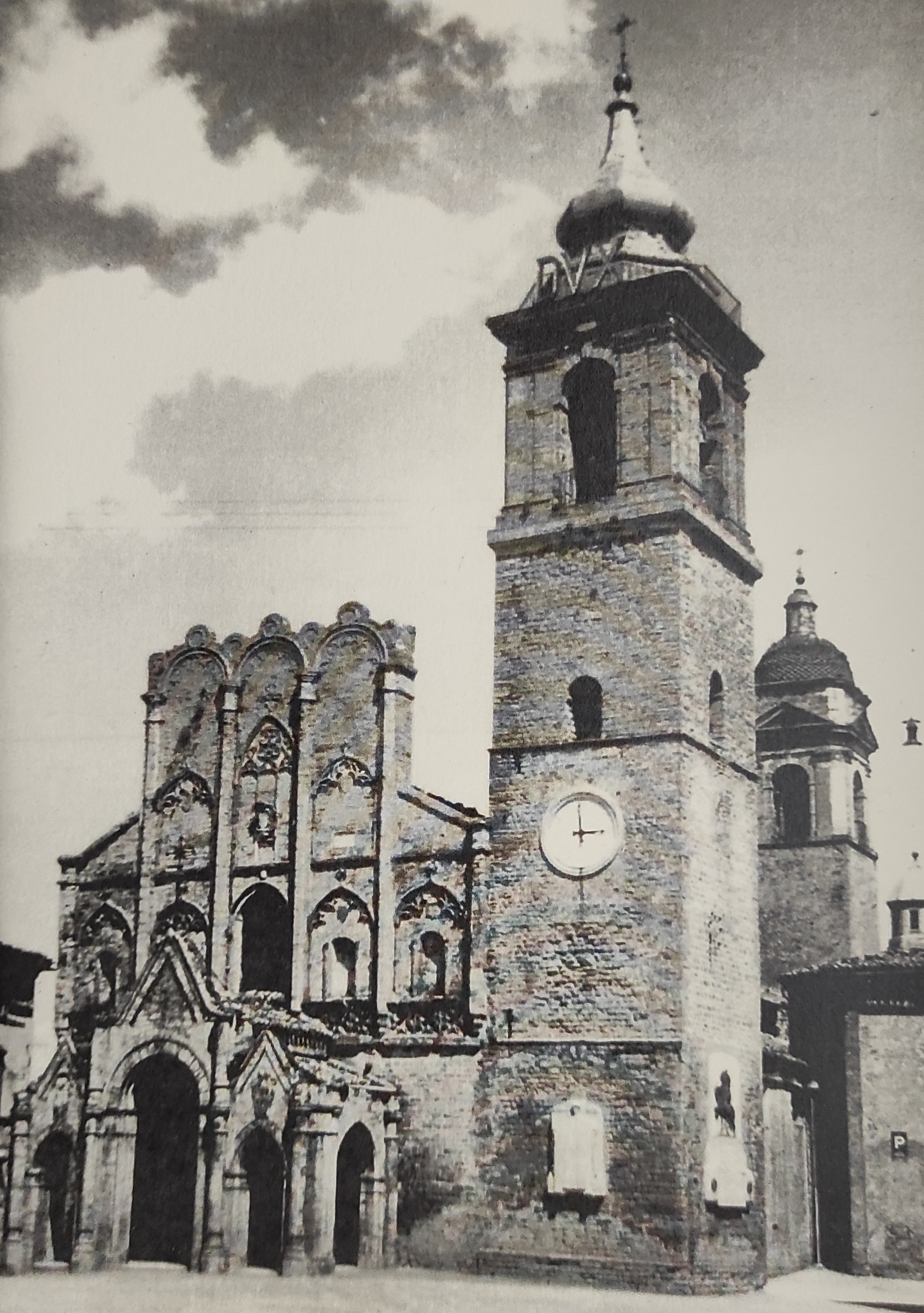
Vista della Collegiata e della torre civica durante il ventennio fascista

Nel 1905 la chiesa divenne "Monumento Nazionale di Alta Antichità". Nella prima metà del XX secolo la locale Soprintendenza per i beni archeologici delle Marche decise la demolizione di un loggiato che assumeva il compito di portico, costruito nel 1832. Nel ventennio fascista il portico era ancora presente. La decisione della rimozione fu per riportare la facciata della chiesa al suo stato originario e nella stessa occasione si rimossero tutti gli altari barocchi della navata sinistra e si aggiunse l'altare nel portale paleocristiano. Dalla seconda metà del XX secolo, vennero rimossi alcuni intonaci inseriti nel secolo precedente, venne ristrutturato il portale che si presentava in condizioni fatiscenti e nel 1968 venne restaurato il campanile, vennero riaperti alcuni passaggi e venne tolto un altare. Il 26 settembre 1997, a seguito del terremoto che colpì l'Umbria e le Marche, l'edificio ha subito danni sul campanile con sconnessione di alcuni elementi, per poi essere nuovamente colpita dal terremoto del 2016 e del 2017.

#### Il terremoto del 2016-2017

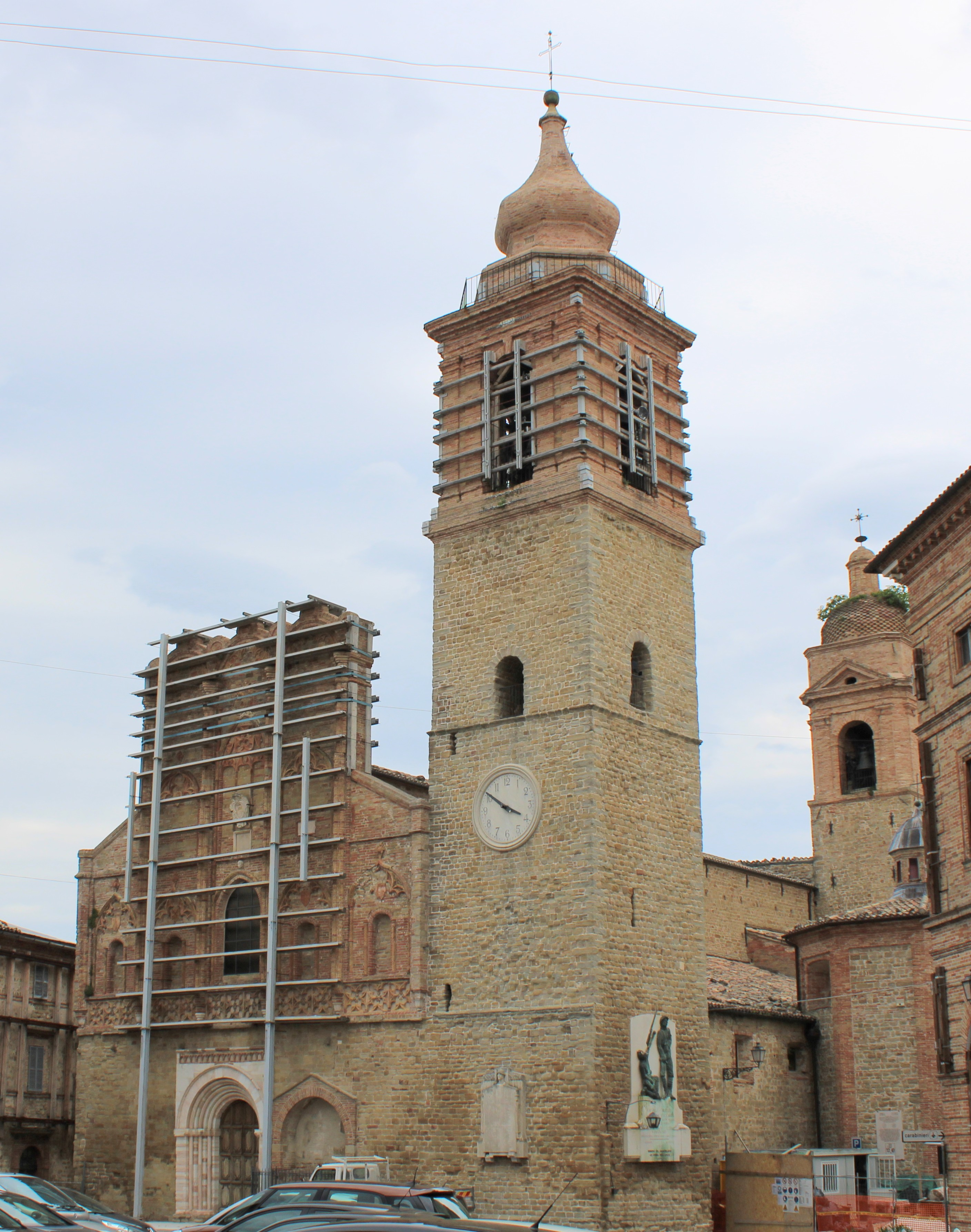
Vista della Collegiata e della torre civica nel 2020 dopo la messa in sicurezza

La chiesa risulta danneggiata a partire dagli eventi sismici del 24 agosto 2016 e seguenti, in particolare dalle scosse violentissime del 26 e 30 ottobre. L'8 settembre 2017 venne inserita nel "Primo piano di interventi sui beni del patrimonio artistico e culturale", approvato dall'allora Commissario straordinario per la ricostruzione Vasco Errani, il giorno prima della fine dell'incarico. Il totale previsto per la sistemazione di tutte le strutture religiose della Regione Marche ammontava a 84 100 000 €, diminuiti poi con l'arrivo di Paola De Micheli a 59 250 000 €. Il 30 ottobre l'amministrazione comunale, insieme al personale dell'area tecnica, ha proceduto a effettuare un sopralluogo per verificarne le condizioni, riscontrando un elevato grado di danneggiamento consistente sommariamente in:
- La totale frattura della vela posta sopra l’accesso principale della chiesa;
- Il crollo localizzato delle volte a crociera interne;
- Il distacco di intonaco e lesioni gravi della muratura delle volte a crociera;
- Il danneggiamento della cappella della Madonna.

La struttura presenta numerosi danni, sia interni che esterni, dovuti soprattutto alla planimetria e alla dimensione strutturale. Il terremoto ha causato un parziale crollo del soffitto interno e della muratura, che si aggira intorno alle 45 tonnellate di materiale. Visto ciò, al fine di evitare ulteriori danni al monumento, definito nella determina dell'area tecnica del Comune come "più rappresentativo del territorio ginesino", Il Comune ha provveduto a contattare l'ingegnere Giordano Piancatelli per la redazione di un progetto di messa in sicurezza, presentato il 14 novembre 2016 con un costo di 250 000 €.
L'8 febbraio 2017 la squadra "MAR07" del Ministero per i beni culturali, dopo aver valutato la pericolosità per la pubblica incolumità dell'edificio, nella scheda tecnica dichiara: "Si segnala crollo delle volte della navata centrale, con mattoni pericolanti. Lesioni passanti nell'abside e nella torre campanaria. Nella cappella della Madonna della Misericordia gravi lesioni e foro in corrispondenza della volta in cannucciato vicino all'accesso. Messa in sicurezza della sommità della facciata in corso e centinatura degli arconi longitudinali già eseguita. Lesioni nella cappella del Ss.mo Crocifisso con danni sulla lanterna della cupola (a cui si riferisce il meccanismo 14/15), dopo il sisma del '97 sistema di catene nel campanile e profilo acciaio perimetrale. Lesioni importanti anche in cappella a destra dell'altare. Si consiglia la messa in sicurezza della cella campanaria (lesione sugli archi) e dei piedritti della lanterna cappella Ss.mo Crocifisso".
Per l'intervento di messa in sicurezza sono state utilizzate fasciature in poliestere e un doppio telaio di controventamento in acciaio, che si collegano con la struttura già esistente. Vista l'inagibilità strutturale, il 18 novembre dello stesso anno, i vigili del fuoco portarono in salvo tutte le opere d'arte su indicazione della Soprintendenza. Un decreto del 2018 del Ministero per i beni e le attività culturali ha nominato l'architetto Pierluigi Salvati unico responsabile per la realizzazione dell'intervento di ricostruzione della chiesa, lavori che ammontano a 3 200 000 €.
Nel 2019 la Collegiata, insieme alla basilica di San Benedetto di Norcia e alla chiesa di San Giorgio di Accumoli sono stati considerati come edifici di culto "simbolo", per cui sono previsti interventi di ristrutturazione speciali ed unici. Il 28 dicembre 2023 si è svolta la conferenza dei servizi dove si è evidenziato il nuovo costo degli interventi, pari a 7 380 000 €, volto a ripristinare la struttura attraverso il consolidamento delle strutture murarie, il restauro delle opere d'arte e la riparazione dei danni. Inoltre, saranno risistemate anche le volte, la facciata, i solai e le coperture, con particolare attenzione al restauro degli affreschi presenti.

## Architettura

### Facciata

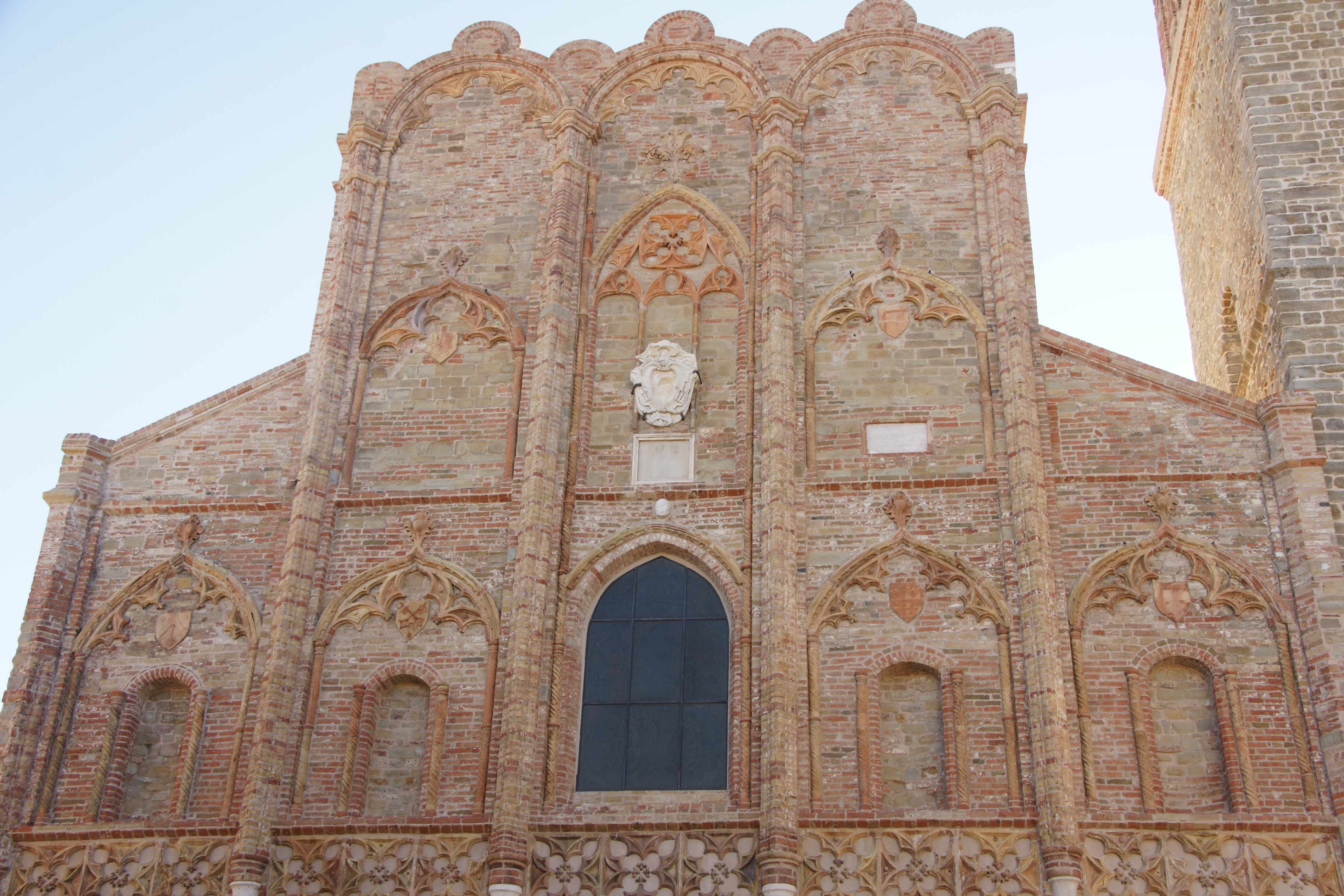
Parte superiore della facciata. Ben visibile è lo stile gotico fiorito

Tracce della vecchia cappella sono presenti sull'edicola a destra del portale, dove si ritiene fosse dipinta un'immagine del santo. La facciata presenta tre livelli. Quello inferiore, più semplice, è in stile romanico, e quelli superiori, più elaborati sono nettamente in gotico. La facciata in cotto venne realizzata nel 1421 da Enrico Alemanno ed è suddivisa in cinque prospetti di uguale larghezza ma di altezza differente. Rappresenta l'unico esempio di stile gotico fiorito nelle Marche. Gli elementi stilistici che la compongono si presentano contraddittori l'uno paragonato all'altro, ma armonici se considerati nel loro insieme. Sulle pietre del portale di ingresso, inquadrato da un arco a tutto sesto è inserito un bassorilievo raffigurante San Ginesio con una maschera da attore, mentre ai lati dell'ingresso sono visibili antiche incisioni dei nomi e dell'anno di passaggio di viandanti e cittadini e altre a ricordo di eventi atmosferici naturali, come quella del 5 aprile 1595, dove si può leggere "A dì 5 de Aprile 1595. Neve et strina alta dui piedi per tutta la Marca". Accanto alla chiesa fu costruita la torre civica in stile romanico; la copertura a bulbo venne aggiunta nel XVII secolo. mentre proprio nei pressi della porta sono visibili i segni delle abbondanti nevicate, incisi nella pietra fin dal XVI secolo, e le firme di volti viandanti e cittadini.

### Torre civica

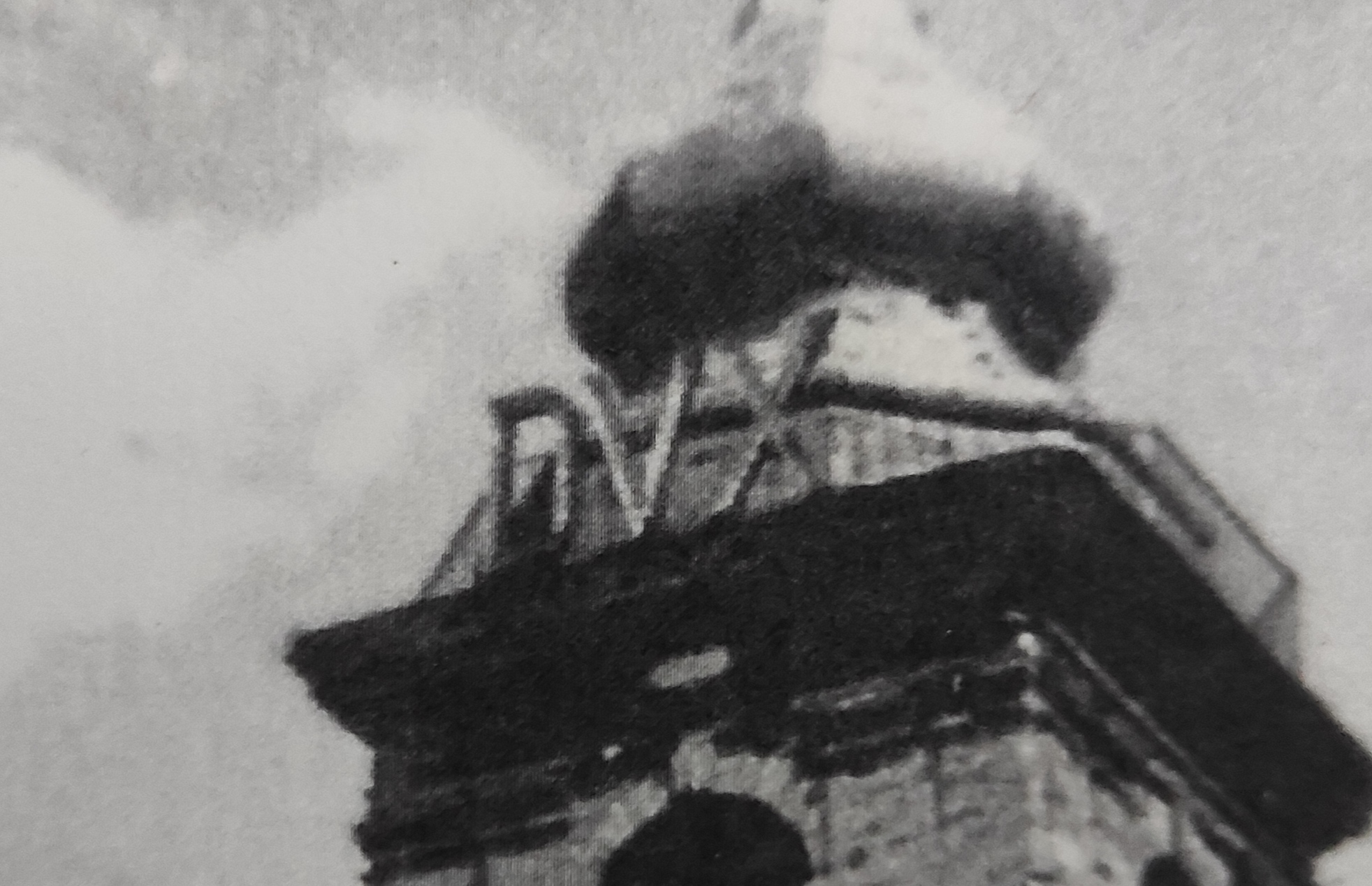
Dettaglio della torre civica nel ventennio fascista. Nella cupola "a cipolla" del 1899 presente la scritta DVX

La torre civica è strutturalmente unita alla Collegiata, anche se non è parte del bene ecclesiastico. Venne costruita in stile romanico, mentre la copertura a bulbo venne aggiunta nel XIX secolo, precisamente nel 1899, come riporta una lastra infissa. La torre è di proprietà comunale e ospita la "Campana dell'impero", una campana in bronzo progettata da Guglielmo Ciarlantini, realizzata dalla fonderia Pasqualini nel 1937 di Fermo e firmata da Benito Mussolini. La sua realizzazione è celebrativa, infatti celebra il successo del colonialismo italiano in Etiopia (Etiopia Italiana) del 1935 e 1936. Oltre alla campana, sulla torre si possono trovare due lapidi commemorative: Lapide in onore dei Caduti della Grande Guerra (1921) e Lapide a Raffaele Merelli e Giovanni Cucchiari (1926). La torre è danneggiata dal terremoto di Umbria e Marche del 1997 ed ha subito una messa in sicurezza a causa dello sciame sismico del 2016 e del 2017. Tuttora la parte finale della torre è posta in sicurezza.

### Interno

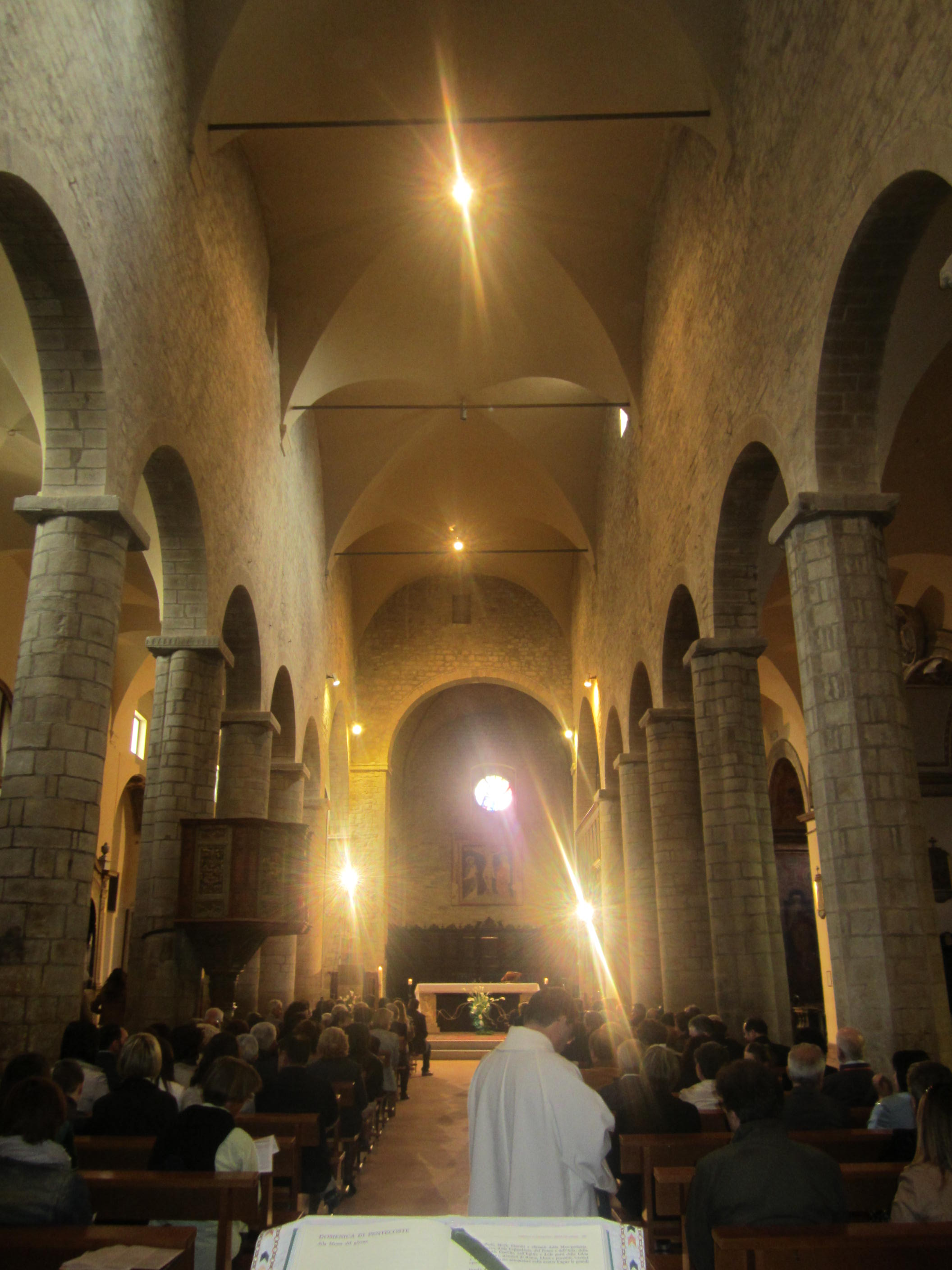
L'interno della chiesa durante una celebrazione

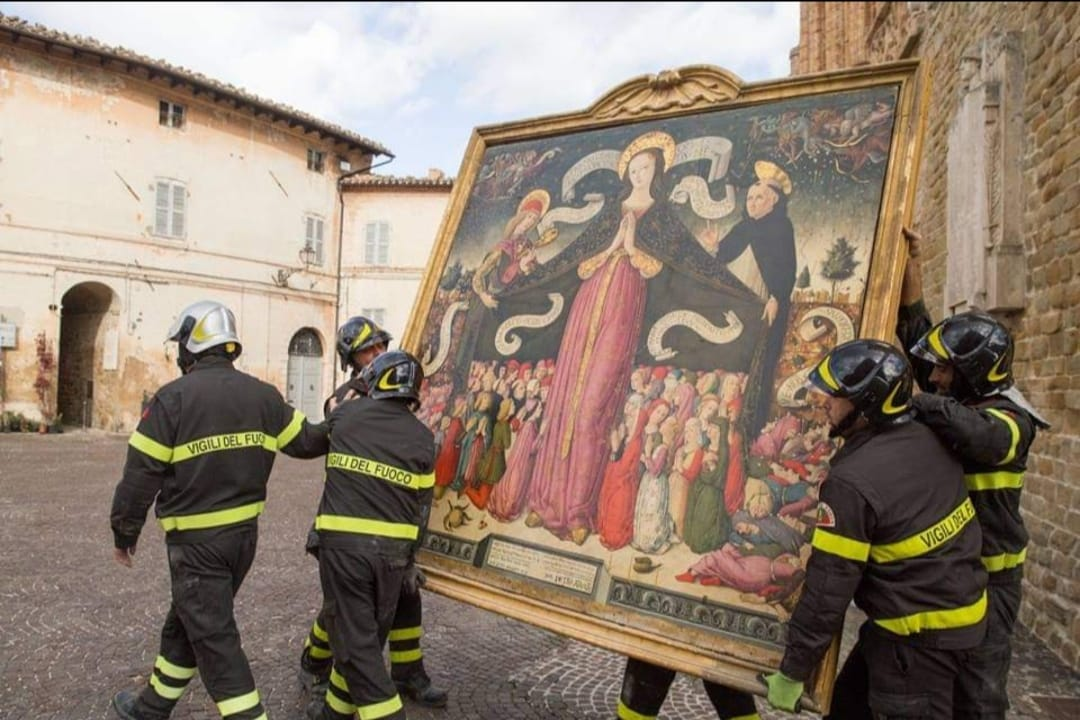
I Vigili del Fuoco portano in salvo la Madonna della Misericordia di Pietro Alemanno del 148

L'interno, diviso in tre navate da pilastri cilindrici reggenti archi a tutto sesto, è a pianta basilicale con abside piatta e ha una copertura con semplici volte a crociera. Dalle navate laterali si accede a sei cappelle poste nel lato destro e tre poste nel lato sinistro. 
Nel presbiterio è un coro ligneo del XVIII, opera di Giuseppe Amaliani da Ripatransone. Le pareti laterali ospitano due importanti opere: la Madonna del Popolo di Pietro Alemanno, commissionata nel 1485 per preservare la comunità dalla peste nera. La tela con la Madonna del Rosario e Santi, opera di Simone De Magistris del 1575 nella quale la cultura romana manierista e controriformata si unisce ai ricordi lotteschi del suo stesso soggetto di Cingoli. Al di sotto dell'abside è ricavata la cripta, chiamata anche oratorio di San Biagio, divisa in tre ambienti a volta. Il suo interno è completamente decorato con numerosi affreschi che rappresentano la vita di San Biagio. 
L'altare maggiore custodisce, in una cassa ferrea del XVII secolo, le reliquie del santo patrono Genesio di Roma e di papa Eleuterio che, per volere di Clemente VIII furono donate alla comunità in memoria della celebre processione che questi seppero fare in Roma durante il giubileo del 1600. Per esaltare questo avvenimento, il Capitolo della Collegiata commissionò due tele a Domenico Malpiedi, il Battesimo di San Ginesio e il Battesimo di Sant'Eleuterio, copie entrambe delle omonime opere che si trovavano nella chiesa di Santa Susanna, a Roma. Originariamente le due opere si trovavano l'una di fronte all'altra, mentre ora si trovano all'ingresso. Le reliquie poste all'interno di contenitori in argento. Alcuni studiosi sostengono che sotto il pavimento giacciono le spoglie di Pipino il Breve e di sua moglie Bertrada di Laon.
Secondo il professore ginesino Giovanni Cardarelli (1942-2015) la collegiata non è l'unico edificio di San Ginesio a presentare simboli e incisioni riconducibili all'ordine templare. Come scritto nella sua pubblicazione Il mistero dei Templari a San Ginesio, nei capitelli della navata centrale si possono trovare numerosi simboli appartenenti ai templari, ovvero elementi della natura, tra cui i fiori, animali, croci e la rappresentazione di numerosi oggetti.

#### Le cappelle
- La prima cappella destra, di San Giuseppe fu voluta nel 1589 dalla Confraternita del Santissimo Sacramento per custodire il Crocifisso degli Esuli oggi nella cappella omonima ma un forte impulso alla costruzione fu dato nel 1591 dalla donazione del nobile Alessandro Vannarelli, che si occupò anche della commissione del suo ornamento, eseguito integralmente, sia in pittura che in scultura, da Simone De Magistris dal 1592. All'altare dove era collocato il Crocifisso, vi era anche un'altra tela del pittore, posta quale velario di esso, raffigurante la Crocifissione, del 1598, che oggi si trova alla parete della navata sinistra. Nel 1728 la cappella fu dedicata a San Giuseppe, i dipinti del De Magistris furono trasferiti nella odierna cappella del Crocifisso, mentre rimangono le loro cornici e, seppur danneggiata, la decorazione della volta con tre affreschi incorniciati da stucchi.[35] L'attuale cappella, di patronato della famiglia Matteucci, il cui stemma si può vedere accanto all'altare, ospita le tre tele del ginesino Mercurio Rusiolo provenienti dalla precedente cappella della famiglia, adattate nelle cornici del De Magistris rimaste in loco e raffiguranti il Transito di San Giuseppe, la Battaglia di Lepanto (1609), commissionata dalla famiglia perché un membro della famiglia partecipò all'omonima battaglia, e la Decollazione di Santa Caterina d'Alessandria (1609).
- La seconda cappella, delle Anime del Purgatorio: commissionata dal ginesino Cornelio Severini, esponente di un'importante famiglia, prende il nome dall'opera che si trova alla pala d'altare. Ai lati sono due tele di Domenico Malpiedi, la Resurrezione e la Pentecoste.
- La terza cappella è quella del Crocifisso, costruita nel 1728 e ultimata nel 1744, realizzata quale nuovo ambiente adatto ad ospitare il Crocifisso degli Esuli, il crocifisso veneziano che in segno di pace venne portato dai 300 esuli ginesini da Siena. Per la sua realizzazione la Confraternita del Sacramento arrivò ad un accordo con il Capitolo e la famiglia Matteucci, padroni della Cappella di San Giuseppe, per realizzare un accesso che collegasse le due strutture. La cappella ha una pianta ottagonale e il vestibolo è decorato con due tele di Simone De Magistris: l'Ultima cena, firmata e datata 1598, originale nel taglio asimmetrico, nel contrasto tra il colorismo acceso e luminoso e il fondo nero e ricco di dettagli realistici e naturalistici, come la natura morta 'di cucina' sulla tavola.[36] L'altra tela del De Magistris con la Salita al Calvario, come l'altra commissionata dalla confraternita omonima, reca anch'esso la data 1598.[37] Il timpano della cappella venne decorato con numerosi Angeli e simboli della Passione di Gesù in stile liberty, con tecnica ad encausto, dal pittore ginesino Guglielmo Ciarlantini intorno al 1911.
- La quarta cappella, della Madonna di Loreto, venne eretta dagli eredi di Eritrea Scaramuccia. La pala d'altare è opera di Domenico Malpiedi e rappresenta la Madonna di Loreto con degli angeli musicanti. Ai lati si trovano due tele, la Natività di Maria e la Visitazione, opere di Cristoforo Roncalli, databili presumibilmente tra i 1605 e il 1610.[11]
- La quinta Cappella, dell'Annunziata, fu eretta per volere dell'omonima Confraternita, e venne decorata dal ginesino Lucido Cerri. Sull'altare della cappella si trova l'Annunciazione, tavola di Federico Zuccari che reca lo stemma della famiglia Vannarelli. Ai lati sono poste altre due tele, opere di Domenico Malpiedi, con la Madonna lauretana che rivela l'autenticità della Santa Casa all'eremita frate Paolo della Selva e lo Sposalizio della Vergine.
- La sesta cappella, dedicata a San Pietro e di proprietà della Famiglia Tamburelli, venne costruita alla destra dell'abside, proprio alla fine della navata. Il soffitto ligneo è dorato ed intagliato a cassettoni, e l'interno ospitava due dipinti di Domenico Malpiedi con la Pietà e la Consegna delle chiavi. I due lati del parapetto dell'organo sovrastante sono decorati con una serie di pannelli rettangolari che raffigurano numerosi santi.[31]
- La settima cappella, ovvero la terza cappella sinistra di fronte a quella del Crocifisso, è la Cappella della Misericordia, costruita nel 1873 per ospitare l'Ascensione di Domenico Malpiedi, dopo che la Vergine Maria rappresentata nell'opera, nel giugno del 1850, mosse gli occhi davanti a una fanciulla.
- L'ottava cappella, ovvero la seconda sullo stesso lato è quella dedicata a Sant'Emidio d'Ascoli e costruita per volontà dell'amministrazione comunale con decreto datato 31 luglio 1800, per ringraziare il santo per aver risparmiato il paese dal terremoto che lo colpì il 28 luglio 1799.
- La Cappella Votiva, la seguente, fu voluta a ricordo dei caduti di san Ginesio nella prima guerra mondiale e venne affrescata da Adolfo de Carolis nel 1926. L'artista si ispirò all'antica sequenza medioevale dello "Stabat Mater", di cui riporta i brani nei cartigli in latino che avvolgono i tondi con scene della Passione. L'opera presenta la tradizionale iconografia del Crocifisso con San Ginesio e la Vergine ai suoi lati, ma la croce è raffigurata come un albero, a ricordo della leggenda della Vera croce, secondo la quale la croce di Cristo fu fatta con il legno di un albero nato dalla tomba del progenitore e primo peccatore Adamo. Sulla sommità vi è un pellicano che si trafigge il petto e da il suo sangue per nutrire i piccoli, simbolo del sacrificio di Cristo per l'umanità. Intorno vi sono colombe affiancate, tra ghirlande di fronde verdi, simbolo di pace.[38]

#### La cripta di San Biagio
La cripta, chiamata anche oratorio di San Biagio, presenta numerosi affreschi raffiguranti la vita del Santo ed è suddivisa in tre ambienti a volta, dove si trova la Cappella dei Caduti, decorata con affreschi del 1406 realizzati da Lorenzo Salimbeni. Il capitano di ventura Trovarello di Paolo commissionò un'opera nella zona dell'abside.

## Decorazioni
La chiesa è ricca di opere d'arte, anche se esse sono state rimosse e messe in sicurezza dopo il terremoto del 2016-2017. Tra queste è un affresco di un pittore della scuola del Perugino, una Madonna in trono col Bambino e San Ginesio ritrovato solo nel 1964. Vicino all'ingresso è posto anche un affresco di Stefano Folchetti e a destra dell'entrata si trova il fonte battesimale decorato dal professore Lamberto Massetani.

### Facciata
La facciata presenta numerose decorazioni, come lo stemma della famiglia Da Varano, l'arme del cardinale Giacomo Franzoni e una stele (o formella) nel portone d'ingresso. Attraverso un dipinto della famiglia nobile ginesina Morichelli, si può intuire che la Chiesa presentava altre decorazioni, ora scomparse. Il portale, attribuito al XI secolo, presenta uno strombo composto da colonnine ottagonali e da piccoli pilastri quadrangolari, concluse con capitelli lombardi decorato con stile romanico. Ai lati sono presenti delle decorazioni scultoree realizzate dal ginesino Nino Patrizi.

#### LaFormella

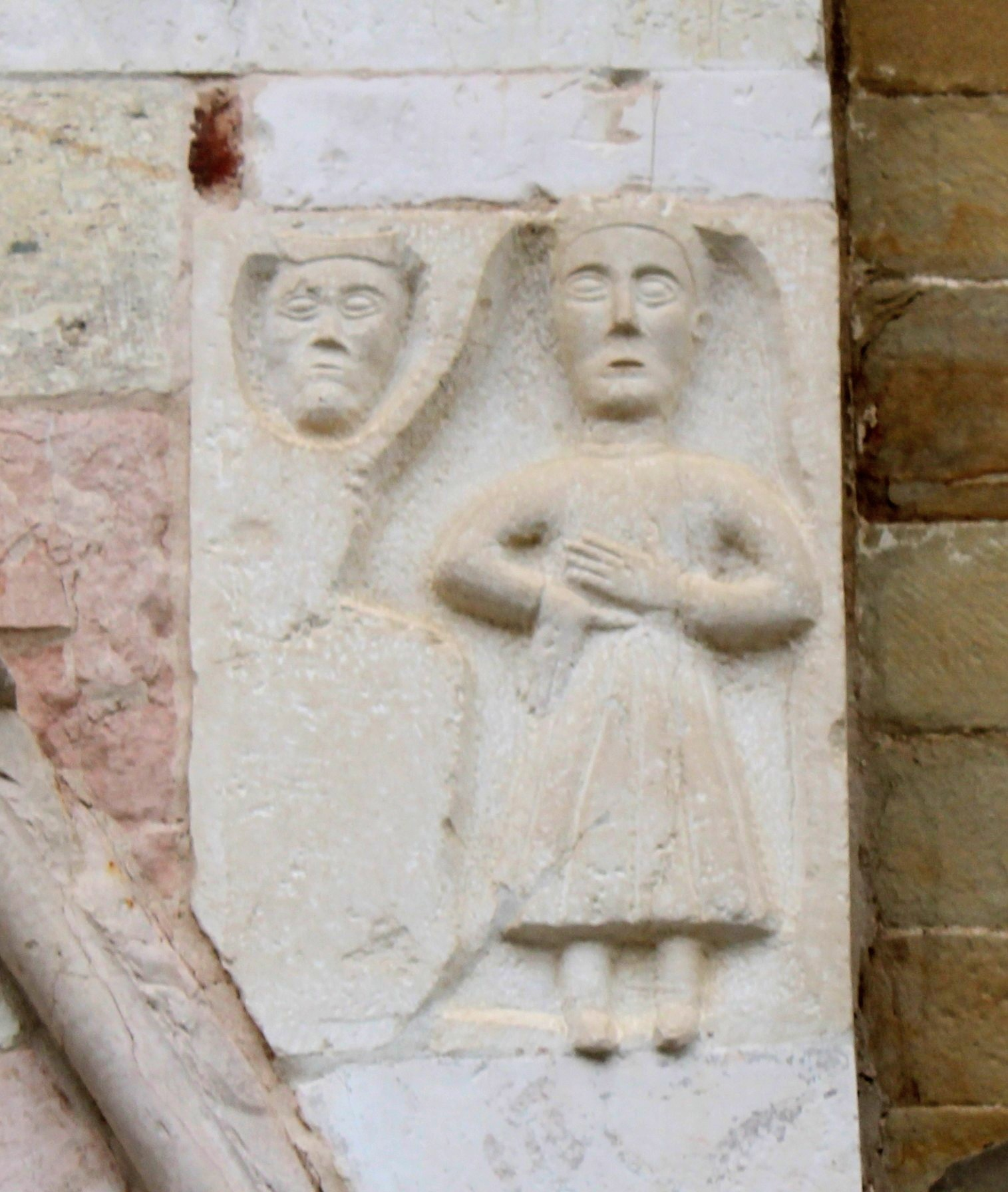
Stele raffigurante o il santo Genesio di Roma (destra) e la sua maschera di attore (sinistra) o Pipino il Breve (destra) e il volto della moglie Bertrada (sinistra)

La Formella è una stele in bassorilievo su pietra, sul portone d'ingresso, di ignota provenienza e data, che rappresenta una figura sproporzionata con un volto che la affianca. Il suo stile è paragonabile a quello longobardo, in particolare alla Figura maschile in pietra conservata nella Pinacoteca Ambrosiana a Milano. I tratti somatici sono riconducibili ai quelli di un uomo e potrebbe rappresentare San Ginesio con la sua maschera di attore e mimo. Per altri studiosi la figura rappresenterebbe invece Pipino il Breve e il volto della moglie Bertrada di Laon, secondo quello che gli studi hanno tratto dagli approfondimenti sulle tombe di Pipino e sua moglie Bertrada iniziati nel 2002. Secondo gli studi, Carlo Martello, con l'arrivo dei Franchi in Italia, scelse come sua residenza una fortezza lungo la Salaria Gallica, nel comune di Sant'Angelo in Pontano. Dopo la sua morte avvenuta nel 741, fu sepolto non nella basilica di Saint-Denis come riportano le fonti, ma in una struttura omonima dove ora sorge il borgo di San Ginesio. Il figlio Pipino il Breve, colpito da un male nel 768 e prossimo alla morte, pellegrinò fino a raggiungere il luogo di sepoltura del padre dove anche lui lì venne sepolto il 24 settembre sotto il portale d'ingresso dell'attuale collegiata. Nel 783, per volere di Carlo Magno, la madre Bertrada venne fatta seppellire vicina al marito. Il nome "San Ginesio" dunque, sarebbe stato dato proprio da Carlo Magno.

## Archivio[43]
La Collegiata dispone di un archivio storico composto da 902 unità, che nel corso del tempo ha subito danni e dispersioni. I documenti conservati, incurati per gran parte del XX secolo, sono stati sistemati nel 1992 per volere del parroco Vallerico Leone, che li ha distinti tra loro. Il riordino dell'archivio è stato effettuato dall'Arcidiocesi di Camerino-San Severino Marche e dalla Soprintendenza archivistica per le Marche, che li ha divisi in quattro principali fondi. Questi sono:
- Fondo "Pieve Collegiata della SS. Annunziata": composto da 177 pergamene di età medievale, che danno testimonianza del periodo medievale di San Ginesio, venne istituito l'11 giugno 1651, quando venne approva la realizzazione di un archivio. L'archiviazione venne soppressa nel 1810, durante il periodo napoleonico, per poi riprendere nel 1814.
- Fondo "Archivi delle Confraternite": composto da 88 unità, racchiude tutti i documenti che riguardano le confraternite nate a San Ginesio, escluse quella della Santissima Trinità, eretta nell'ex chiesa di San Filippo Neri e oggi soppressa, e quella del Carmine, eretta nell'ex chiesa di Sant'Agostino e anch'essa soppressa. La documentazione si aggira maggiormente intorno alla metà del XX secolo.
- Fondo "Archivi delle Parrocchie soppresse": composto dai registri parrocchiali degli archivi della chiesa di San Francesco, San Gregorio Magno e Santa Maria in Vepretis, tutte precedentemente chiese parrocchiali, venne creato a seguito del decreto vescovile di Bruno Frattegiani del 1º gennaio 1987. A differenza delle altri archivi, quello proveniente dalla chiesa di San Michele è riunito con quello della Collegiata fin dal 1767.
- Fondo diplomatico: istituito nel 1727 con la costituzione Maxima Vigilantia di Papa Benedetto XIII, è composto da 177 pergamene, dal 1054 fino al 1840. Nonostante questi documenti non facciano mai riferimento al determinato fondo, le fonti bibliografiche della fine del XIX secolo riferiscono che la Collegiata era provvista di un fondo pergamenaceo diplomatico in buone condizioni, anche se ad oggi alcune di esse sono fortemente compromesse dall'umidità e dallo sbiadimento dell'inchiostro.